# سیارک ۲۳۱۲۲
سیارک ۲۳۱۲۲ (به انگلیسی: 23122 Lorgat، نامگذاری:2000AU52) بیست و سه هزار و صد و بیست و دومین سیارک کشف شده‌است که در ۴ ژانویه ۲۰۰۰ کشف شد.
قدر مطلق سیارک برابر ۱۶.۲ است.